# 呂大明
呂大明（1947年12月21日—）是居住在法國巴黎的作家。

## 經歷
呂大明1947年12月21日出生於福建南安，1949年前後到台灣，畢業於臺灣藝術專科學校，後赴英國牛津學院高等教育中心進修，獲得利物浦大學碩士，後又入法國巴黎大學博士班研究。她1991年加入歐洲華文作家協會，為創始會員，曾任歐洲華文作家協會副會長。現旅居法國巴黎。
呂大明曾任光啟社節目部編審、臺灣電視公司基本編劇、英國任密西塞郡M.C.C.S特約編劇。

## 寫作
呂大明創作文類以散文為主，並編寫兩百多部電視劇。

## 獲獎
臺灣耕莘文教院散文獎 
 青年文藝創作散文獎 
 全國青年散文寫作獎 
 臺灣省新聞處文學獎

## 評價
曾任中國作家協會理事、湖北省作家協會副主席的祖慰曾評介其作品：「如屈原的詩一般，一草一木無不是現代悲歌喜唱的移注。她體味了十多年的飄零海外的如卡謬筆下的『局外人』的苦澀，可是她把一切熔冶為溫馨婉約的美。」台灣首屆中山文藝獎、首屆文藝金獎得主張秀亞亦曾謂呂大明「字句全被詩意浸透」，無論散文，甚至電視劇，她所著意是情緒的捕捉，氣氛的製造。

## 作品
- 《這一代的弦音》   光啟出版社       1969年11月    散文
- 《大地頌》            光啟出版社       1977年11月    散文
- 《英倫隨筆》           爾雅出版社       1980年4月      散文
- 《寫在秋風裡》       臺灣省新聞處   1988年4月      散文
- 《來我家喝杯茶》   爾雅出版社       1991年7月      散文
- 《南十字星座》        三民書局            1993年1月      散文
- 《尋找希望的星空》    三民書局            1994年10月    散文
- 《冬天黃昏的風笛》  三民書局            1996年10月    散文
- 《幾何緣三角情》   文史哲出版社   1998年12月    散文
- 《蘭婷 光啟出版社》       1970年12月    劇本